# 文鴦
文鴦（238年—291年4月23日），字次騫，本名文俶，鴦是小名，沛國譙縣人，魏末晉初名將，歷仕魏、吳、晉勢力。初時隨父文欽反叛司馬氏當權下的魏國，後兵敗與父和弟投奔東吳。在諸葛誕叛亂中，文欽由於與諸葛誕意見分歧而被殺，文鸯因而投降返回魏。晉時期大破鮮卑、羯有功，291年被東安王司馬繇指控謀反，在八王之亂中被夷滅三族。

## 生平
文鴦是魏國揚州刺史、前將軍文欽次子。文欽驍勇善戰，又因為與曹魏一族同鄉，特別得到當時得勢的大將軍曹爽的厚愛，文欽恃著曹爽的權勢，行為倨傲。曹爽政權被司馬懿擊垮（249年）之後，文欽、毌丘儉、名士夏侯玄、李豐等頓時失去靠山。

### 勇退雄兵
255年正月，文欽與鎮東將軍毌丘儉修改太后詔書，在西門結盟。各派子四人到吳國為人質請求援助，2月集結6万人在淮河西進討伐司馬師。司馬師屯汝陽，讓鄧艾率領泰山諸軍到樂嘉城（今河南項城縣）示弱，引誘文欽攻擊鄧艾。文欽此時進攻鄧艾，司馬師潛行率軍輕鬆來到樂嘉，文欽與司馬師相遇。文鴦時年十八，他告訴父親：「趁敵人還未站穩腳步，登城擂鼓助威，這樣可打敗敵軍。」文欽允可後，文鴦擂鼓助威三次，但文欽不能打敗敵軍，文鴦撤退，與父親一起向東而退。司馬師對眾將說：“文欽逃跑了。”下令發精銳追擊。眾將皆說：“文欽是久經將領，文鴦少有銳氣，引軍入城未有失利，必不會逃跑。”司馬師說：“一鼓作氣再而衰退，三而竭力。文鴦三次擊鼓，文欽不能敵，其氣勢已盡，不逃跑還要等待嗎？”文欽將逃跑，文鴦說：“不先折返折其氣勢，我們不能撤退。”與驍騎十餘衝鋒陷入敵陣，所向披靡，遂即引軍而去。司馬師派司馬璉率八千精銳騎兵追擊，樂綝率領步兵繼後。追至沙陽頻陷文欽敵陣，在箭矢之下，文欽擋著盾牌逃跑，與文鴦逃奔到吳國。
此役之前，司馬師眼有瘤，派醫生割眼睛上的瘤。有人勸他不宜遠行，請太尉司馬孚（司馬師之叔）代替。司馬師因這是重要一戰，決定抱病出征。文鴦反攻陷陣，司馬師大驚，帶傷的眼珠從肉瘤瘡口內迸出，疼痛難當；但司馬師恐怕亂軍心，只好咬牙而忍，被子皆咬爛，司馬師回國後逝世。

### 復投魏國
毌丘儉兵敗壽春後，文鴦隨文欽投降東吳。257年四月，魏國鎮東大將軍諸葛誕在壽春起兵反司馬昭，吳國命令文欽父子及全端、唐咨等人入壽春支援。258年正月，壽春戰況十分不理想，諸葛誕和文欽本有不合，因為共同反司馬氏政權下的魏國而聯合在一起，但隨後發生意見分歧，諸葛誕遂即殺了文欽。文鴦和文虎領兵在小城中，聽到父親死訊，率軍趕往壽春城。但眾將士不肯服從，二人只好逃出城池，投奔司馬昭。
文鴦、文虎投降後，軍吏請求誅殺兄弟二人，司馬昭說：「文欽罪大惡極，他的兒子當然該殺。只是他兄弟二人是無路可去，才投向我軍；況且城池未破，殺了他們，反而會使守軍害怕而奮戰不肯出降。」於是，司馬昭赦免二人死罪，又表荐文鴦、文虎作將軍，賜爵關內侯，並讓二人率領數百騎兵巡城，對城中守軍大喊：「文欽的兒子都不被殺，其他人有什麼好怕的！」城內因此士氣渙散，不久壽春城便被攻陷，據說二人生吃諸葛誕的肝臟。城破後，司馬昭讓文鴦兄弟殮葬文欽，並配給二人車牛。

### 誣害殞命
晉朝建立之後，277年，文鴦遷為晉國平虜護軍，都督涼、秦、雍三州軍力助扶風王司馬駿擊破鮮卑族禿髮樹機能，胡人部落有二十萬人歸降，名聞天下。
289年，文鴦被任命為東夷校尉、假節。準備上任之際向晉帝司馬炎告辭，但司馬炎見到文鴦後對其感到厭惡，又顧忌其在西戎的威名，隨後以僭飾過制為由來罷免之。但司马炎卒即复任东夷校尉。
291年，外戚楊駿勢力垮台，受牽連處死的有三千多人。身為諸葛誕外孫的東安王司馬繇恨當年文鴦背叛諸葛誕，致使諸葛誕敗亡而被屠滅三族，於是指控文鴦與楊駿共同謀反，結果文鴦被夷滅三族。

## 評價
- 《晉紀》：“有武力籌策。楊休(楊欣)、胡烈爲虜所害，武帝西憂，遣淑出征，所向摧靡，秦涼遂平，名震天下。為東夷校尉，姿器膂力，萬人之雄。”
- 《晉書·李庠傳》：“李庠弓馬便捷，膂力過人，時論方之文鴦[9]。”
- 蔡景曆：“武夫則猛氣紛紜，雄心四據，陸拔山嶽，水斷虯龍，六鈞之弓，左右馳射，萬人之劍，短兵交接，攻壘若文鴦，焚艦如黃蓋，百戰百勝，貔貅為群。”（《陳書·蔡景曆傳》）
- 李贺：“寻常轻宋玉，今日嫁文鸯。戟干横龙簴，刀环倚桂窗。”（《全唐诗·卷三百九十二·画角东城》）
- 杜牧：“念尔跨马事敌，执戈同仇，壮比文鸯，勇同李敢。”（《康从固除翼王府司马制》）
- 《西園聞見錄》：“趙雲、文鴦，出入萬眾，單槍匹馬，所向無前。”
- 羅貫中《三国志通俗演义》：“昔日当阳喝断桥，张飞从此显英豪。乐嘉城内应无敌，又见文鸯胆气高。”
- 《赠太尉韩允忠神道碑》：“文次骞智敌万人。”
- 卢弼：“当时勤王诸将，惟文钦父子，粗猛武夫，反复无常。”

## 軼事
另一同時期名將李庠（247年-301年）因擅長騎射，臂力過人，故此當時的人都將他與文鴦比擬。
在歷史小說三國演義中，在毌丘儉起兵反亂之際，以反亂軍的一員猛將之姿登場，足匹張飛（毛本改為趙雲）當年之勇，詳見本文三國演義一節。

## 家庭

### 祖父
- 文稷，漢建安年間（196-218年）任為騎將，勇力過人。[11]

### 父親
- 文欽

### 兄弟
- 文虎[12]

另有一兄未详。

## 藝術形象

### 影視
- 2016年電視劇《一統三國》：赵文卓

### 三國演義
小說中，本名文淑，小字阿鴦。在毌丘儉起兵反亂之際，以反亂軍的一員猛將之姿登場。演義內文記載文鴦時年十八，身長八尺，全裝慣甲，腰懸鋼鞭，綽槍上馬，遙望魏寨而進，足匹張飛（毛本改為趙雲）當年之勇。詩贊：
|                                   | 昔日當陽喝斷橋，張飛從此顯英豪。樂嘉城內應無敵，又見文鴦膽氣高。 |
| ——嘉靖本《三國志通俗演義》第219回 |                                                                  |

|                                      | 昔日當陽喝斷橋，張飛從此顯英豪。落加城外應無敵，又見文鴦膽氣高。 |
| ——黃正甫本《三國志傳》卷十九 第219回 |                                                                  |

|                           | 長坂當年獨拒曹，子龍從此顯英豪。樂嘉城內爭鋒處，又見文鴦膽氣高。 |
| ——毛本《三國演義》第110回 |                                                                  |

文欽要軍回壽春（今安徽壽縣），文鴦卻挫司馬師軍士氣，便與驍騎十餘人一同殺入敵軍陣中，所向披靡，然後才引兵離去。接著司馬師追兵來到，文鴦單槍匹馬衝入數千騎兵陣中，轉眼間便殺傷百餘人，進出六七次，追騎不敢逼近。
再次登場已是諸葛誕作亂之時，基本與史實相同，不同的是司馬昭納降的部分改成鍾會勸告才納的。

### 遊戲
- 真三國無雙系列/無雙OROCHI系列（光榮公司開發，小野友樹配音）

## 備註
1. ↑  《晉書·惠帝紀》記載文鴦應於元康元年三月辛卯慘遭滅族，按照兩千年中西曆換算 （页面存档备份，存于），此時為西曆291年4月23日
2. ↑  《太平御覽》卷275引干寶《晉紀》明載，另外在《全唐文》的《贈太尉韓允忠神道碑》一文裡也有「文次騫智敵萬（該句後闕一字）」的說法。
3. ↑  一作文淑，見《太平御覽》引 干寶《晉紀》以及《晋书·武帝纪》和《晋书·惠帝纪》，附中华书局点校注《晉書·武帝紀》：「平虜護軍文淑　周校：「扶風王駿、東安王繇傳並作『文俶』。」按：魏志諸葛誕傳作「文鴦」，注引晉諸公贊又作「文俶」。裴松之云鴦一名俶。」”
4. ↑  裴松之引《魏氏春秋》及《太平御览》引干宝《晋纪》指「鴦」是其小名(常被誤作「鴛」)
5. ↑  字次骞以及史书所载“钦中子”均可证。
6. ↑  《太平御覽·卷376》引《魏末傳》：諸葛誕殺文欽。及城陷，欽子鴦、虎先入，殺誕，啖其肝。
7. ↑  《太平御覽·卷775》引《晉諸公贊》：文淑破虜之後，名聞天下。當為東夷校尉，入辭，世祖見而惡之，恐居邊不信，密諷監司奏淑作陽遂四望車，僭飾過制，免官。
8. ↑  但《晉書·惠帝紀》記載，文鴦被殺時的職位為東夷校尉，可見其復任原職。
9. 1 2  究竟應指鲜卑段文鸯，還是魏末晉初名將文鴦，目前有2種說法。認為鲜卑段文鸯說法:因为晋书全篇都只称魏末晉初文鴦為文俶或文淑，裡面的文鸯應該全部都指鲜卑段文鸯；認為魏末晉初文鴦說法: ①文鴦（238年—291年）與李庠（247年—301年）年代接近，更付合《晉書·李庠 : 弓馬便捷，膂力過人，時論方之文鴦》之「時論」說，鲜卑段文鸯初次出場已310年，李庠於301年已逝世，年代不吻合。②《晉書·李庠 : 弓馬便捷，膂力過人，時論方之文鴦》因武藝高強，時論方之文鴦，史書並沒有鲜卑段文鸯武藝等記載，然而魏末晉初名將文鴦多有武藝高強相關記載，與《晉書·李庠 : 弓馬便捷，膂力過人，時論方之文鴦》較為吻合。
10. ↑  晉書·李庠 : 弓馬便捷，膂力過人，時論方之文鴦
11. ↑  《魏書》曰：(文欽)父稷，建安中為騎將，有勇力。
12. ↑  史书并未言明他是文鸯的哥哥还是弟弟，一般认为为文鸯之弟，因诸书提及两兄弟时均将文虎写在文鸯之后。